# Romênia e as armas de destruição em massa
Na década de 80, durante o governo de Nicolae Ceauşescu, a Romênia teve um programa secreto de intenção de desenvolver armas nucleares, violando a sua ratificação do Tratado de Não Proliferação Nuclear de 1970. O programa foi desmantelado após a Revolução romena de 1989 e, atualmente, a Romênia é considerada livre de armas de destruição em massa, usando a energia nuclear apenas para fins civis.

## Programa nuclear
Enquanto a Romênia teve um programa de pesquisa nuclear desde 1949, para as primeiras décadas, concentrou-se no uso de isótopos radioativos na medicina e na indústria. O programa militar foi iniciado em 1978, juntamente com o programa para a primeira usina. O programa de pesquisa de armas de destruição em massa (Programul Dunărea) foi realizado no Instituto Măgurele de Pesquisa Nuclear, sob a rigorosa supervisão da Securitate.
De acordo com Mihai Bălănescu, o ex-diretor do instituto de pesquisa, o programa tinha três departamentos: um que tratou do desenvolvimento de armas nucleares, um para o desenvolvimento de mísseis de médio alcance e um terceiro que tratou das armas químicas e biológicas.
A deserção do general Ion Mihai Pacepa da Securitate foi, de acordo com Lucia Hossu Longin, pelo menos parcialmente relacionado com a ordem dada a ele por Ceauşescu, para obter a tecnologia para um determinado elemento necessário no desenvolvimento de armas nucleares.
Em julho de 1989, o ministro das Relações Exteriores húngaro, Gyula Horn acusou a Romênia de posar ameaças militares à Hungria, por meio de seu programa nuclear e um programa de desenvolvimento de mísseis de médio alcance. Horn afirmou que oficiais romenos de alto escalam anunciaram que a Romênia é capaz de construir tais armas, mas o Governo romeno negou tais alegações.

## Manifestações anti-nucleares
Apesar do presente programa secreto, o governo de Ceauşescu tinha que organizar manifestações maciças contra a proliferação nuclear. Por exemplo, em uma tal manifestação em dezembro de 1981, ele se dirigiu a uma multidão de 300.000 pessoas argumentando que o Oriente e o Ocidente devem "parar aqueles que estão se preparando para a guerra atômica". Ele também pediu para os Estados Unidos e a União Soviética à acabar com a corrida armamentista que levou à colocação de mísseis nucleares de médio alcance na Europa, argumentando que só se parar esta corrida  a "humanidade poderia ... ser salva de uma catástrofe".
Em 1989, Ceauşescu alegou que a Romênia tinha a tecnologia para construir armas nucleares, mas que ele iria continuar "firmemente a lutar contra as armas nucleares".

## Acordos com outros países
Romênia também esteve envolvida no mercado negro de materiais e tecnologia nuclear: depois de 1989, foi revelado que, em 1986, o Governo Ceauşescu desviou indevidamente o fornecimento de 14 toneladas de água pesada, originário da Noruega para a Índia. A água pesada é um ingrediente importante na criação de armas nucleares e da remessa para a Índia foi outra violação do Tratado de Não Proliferação.

## Após a Revolução de 1989
Após a revolução romena de 1989, a Romênia anunciou a Agência Internacional de Energia Atômica (AIEA), que tinha 100 mg de plutônio separado em 1985 no Instituto Piteşti de Pesquisa Nuclear e permitiram que a AIEA tivessem pleno acesso às suas instalações para inspeção e monitoramento de outras violações dos o Tratado de Não Proliferação. De acordo com um artigo de 1992 da Nucleonics Week, o plutônio foi feito usando um reator de pesquisa TRIGA, dado a Romênia pelos Estados Unidos na década de 70.
Em 2003, a Romênia entregou a AIEA 15 kg de combustível de urânio altamente enriquecido de um reator de pesquisa.